# Johann Walch (konstnär)
Johann Walch, född 1757 i Kempten, död 1816 i Augsburg, var en tysk målare.
Han studerade i Genève, Wien och Rom. Walch målade miniatyrporträtt.